# Otoh Gunga
Otoh Gunga es una ciudad submarina ficticia del planeta Naboo. Aparece en La amenaza fantasma, Episodio I de la Guerra de las Galaxias. Es la mayor ciudad de los gungan. Fue fundada unos tres mil años antes de la batalla de Naboo en el mismo lugar que Spearhead, una antigua ciudad gungan. La población original de la ciudad provenía de Otoh Jahai, Otoh Langua, Otoh Mandassa, Otoh Raban, Otoh Sancture, Otoh Urs y Rellias. Era el símbolo de la unidad y fortaleza del pueblo gungan.
Oculta bajo la superficie del tranquilo lago Paongah, está hecha de burbujas conectadas entre sí que mantienen el aire dentro de la ciudad y el agua fuera mediante campos de fuerza hidrostáticos. Su población era de un millón de gungan antes de la batalla de Naboo.
La ciudad es la sede del gobierno gungan y residencia de Jefe Nass, su líder. Los Jedi Qui-Gon Jinn y Obi-Wan Kenobi visitaron la ciudad y se entrevistaron con Nass, siendo los primeros "foranos" que visitaron Otoh Gunga en toda su historia.
Durante la invasión de Naboo por las fuerzas de la Federación de comercio, Nass ignoró la amenaza droide, juzgando que eran preocupación de los naboo. Pero, posteriormente, los droides invadieron la ciudad liderados por OOM-9 y ayudados por Darth Maul y los gungan huyeron de su hermoso hogar al "lugar sagrado" donde se refugiaban en tiempos de peligro.
Durante las Guerras Clon Otoh Gunga se mantuvo relativamente neutral y en paz.
Con el establecimiento del Imperio fue atacada por los imperiales y parcialmente destruida. Los gungan se rindieron y se convirtieron en un Estado títere del nuevo Imperio, con muchos oficiales humanos. Con una nueva escala social los gungan fueron rápidamente abocados a la pobreza, y muchos dejaron la ciudad para ir a la superficie.